# Леді Макбет Мценського повіту (фільм)
«Леді Макбет Мценського повіту» (рос. «Леди Макбет Мценского уезда») — російський радянський художній фільм 1989 року, знятий за мотивами однойменної повісті Н. С. Лєскова.

## Сюжет
Катерина Ізмайлова — красуня-дружина багатого купця, що вступила в шлюб не по любові. Катерина, яка цілими днями нудьгує від неробства, заводить молодого коханця Сергія. Незабаром їх зв'язок доходить до того, що вони змушені вбити чоловіка Катерини, який викрив зраду, і це лише перша сходинка до їх примарного єднання.

## У ролях
- Наталія Андрейченко — Катерина Ізмайлова
- Олександр Абдулов — Сергій
- Микола Пастухов — Зиновій Борисович
- Тетяна Кравченко — Аксінья
- Олег Ілюхін — Федя
- Олена Кольчугіна — Сонетка
- Наталя Потапова — Фіона

## Знімальна група
- Автор сценарію: Роман Балаян, Павло Фінн
- Режисер: Роман Балаян
- Оператор: Павло Лебешев
- Художники: Саїд Меняльщиков, Олександр Самулекин
- Композитор: Овсій Євсєєв

## Премії
- 1990 — номінація на премію «Ніка» в категорії «Найкраща актриса» (Наталія Андрейченко)